# Orde d'Aubrac
L'Orde d'Aubrac fou un orde militar hospitaler fundat a Sanch Èli d'Aubrac (Avairon, diòcesi de Rodés) cap a mitjan segle xii. Desaparegué durant la Revolució francesa, entre 1793 i 1797.

## Història
L'orde fou aprovat pel bisbe de Rodés en 1162, amb l'atorgament de la Regla de Sant Agustí. Tenia l'objectiu d'atendre i protegir els pelegrins que feien el Camí de Sant Jaume (per la Via Podiensis) o que anaven cap a Roma i que arribaven a l'hospital de la ciutat. Fou un orde petit, però els Hospitalers de Sant Joan intentaren més d'un cop integrar l'Orde d'Aubrac en el seu; tot i això, va romandre independent i actiu fins a la Revolució francesa, quan desaparegué.
L'origen i seu principal de l'orde era l'hospital o Domeria d'Aubrac, que havia estat fundat cap al 1120-1131 per Adalard d'Eyne, cavaller flamenc. Aquest havia estat atacat per bandolers mentre, acompanyant el comte de Flandes, feia el pelegrinatge a Santiago de Compostel·la i travessava la Roergue. En formaven part de l'orde:
- Religiosos preveres, dotze, en principi, per dur-hi a terme els oficis litúrgics; duien una vida activa i contemplativa.
- Cavallers, que protegien i guiaven els pelegrins als camis
- Germans, per a l'atenció als pobres i malalts; normalment eren laics i clergues, i eren admesos primer amb un any de noviciat i després, si el capítol general l'acceptava, de manera permanent.
- Dames, normalment nobles i de classe alta, amb hàbit religiós, que tenien cura material i espiritual de les malaltes i pelegrines.
- Donats o germans llecs: laics que ajudaven voluntàriament i que entraven fent vots de pobresa, obediència i castedat, però sense ésser religiosos ni cavallers.

Els religiosos portaven un pitet blanc sobre l'hàbit negre, amb una creu de vuit puntes de color blau cel a l'esquerra; als oficis, birret i capa negra amb grans mànigues. Al segle xvii, els canonges regulars portaven un hàbit blanc, amb escapulari petit per sobre i cinyell de llana, amb la creu.
El prior de la comunitat era un càrrec vitalici, elegit pels membres, i portava el títol de Dom (de Dominus), per la qual cosa l'hospital d'Aubrac fou anomenada domeria. Els estatuts de 1162 definien la reunió de capítols generals quan calgués elegir un nou prior o per decidir l'admissió d'un nou germà. Altres càrrecs eren els de cambrer (responsable de la confecció dels hàbits), sagristà (organització del culte), cantor (responsable de la música a la litúrgia) o infermer (encarregat dels assumptes sanitaris).
Els primers benefactors del monestir, hospital i ordo foren els comtes de Rodés, Alfons el Cast, rei d'Aragó i comte de Millau, Ademar de Poitiers, el bisbe Esteve de Clarmont, Étienne, senyor de Saint-Urcize i altres senyors de la regió. L'hospital d'Aubrac arribà a hostatjar 1.500 pelegrins cada dia.

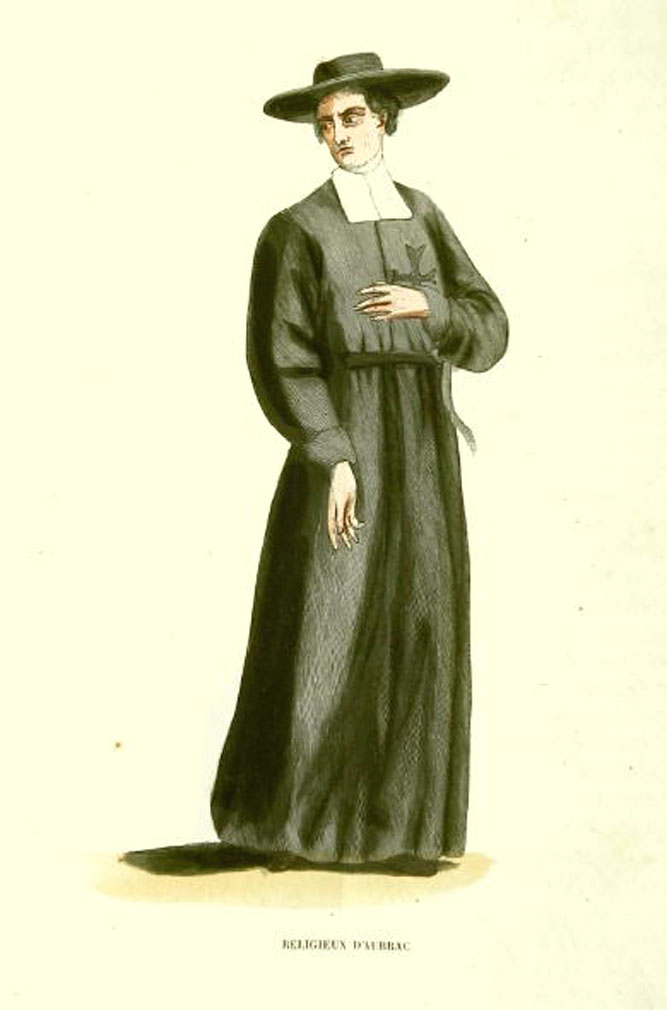
Hàbit de l'orde, en un gravat del s. XIX
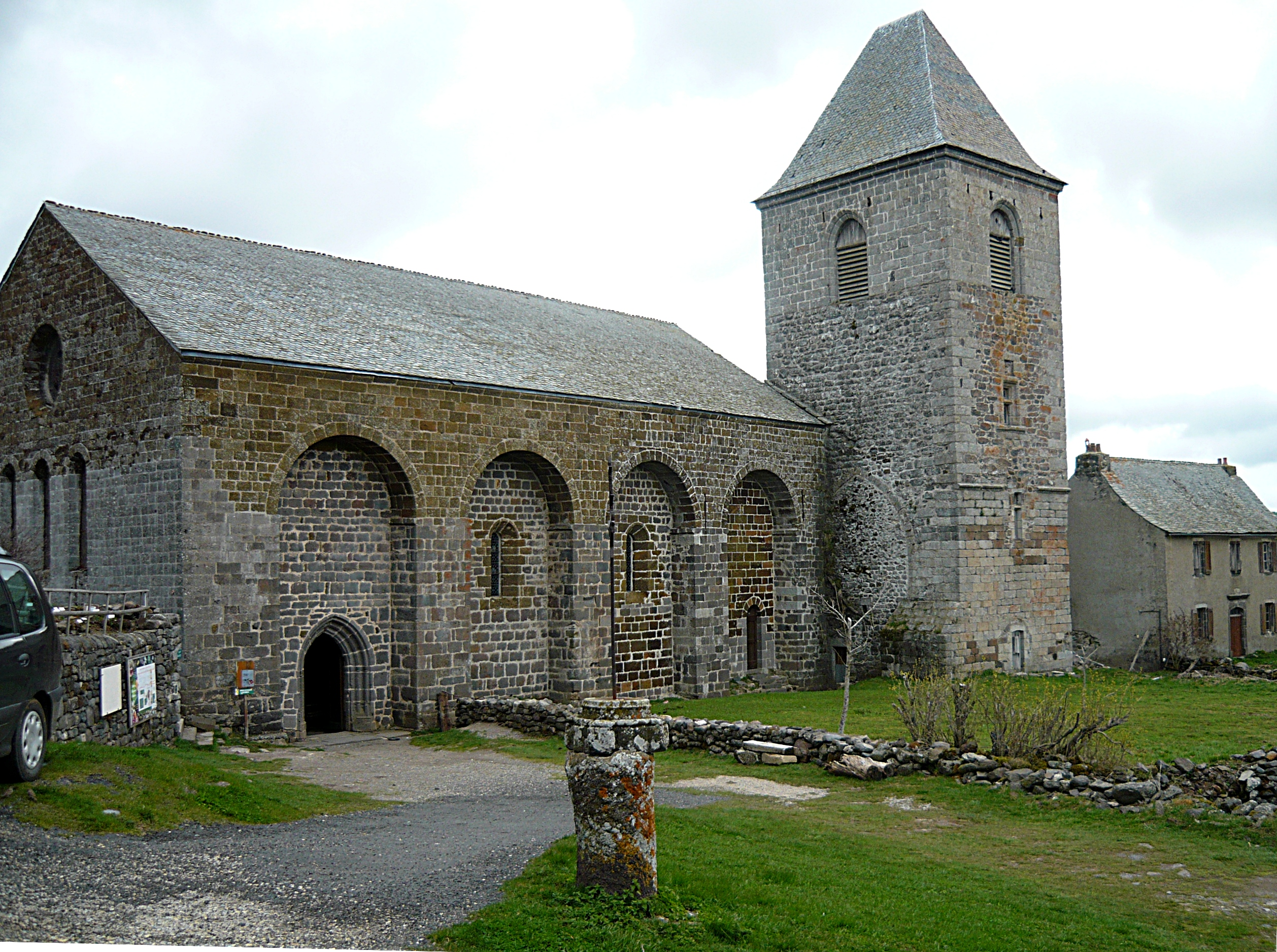
Església de la Domeria d'Aubrac
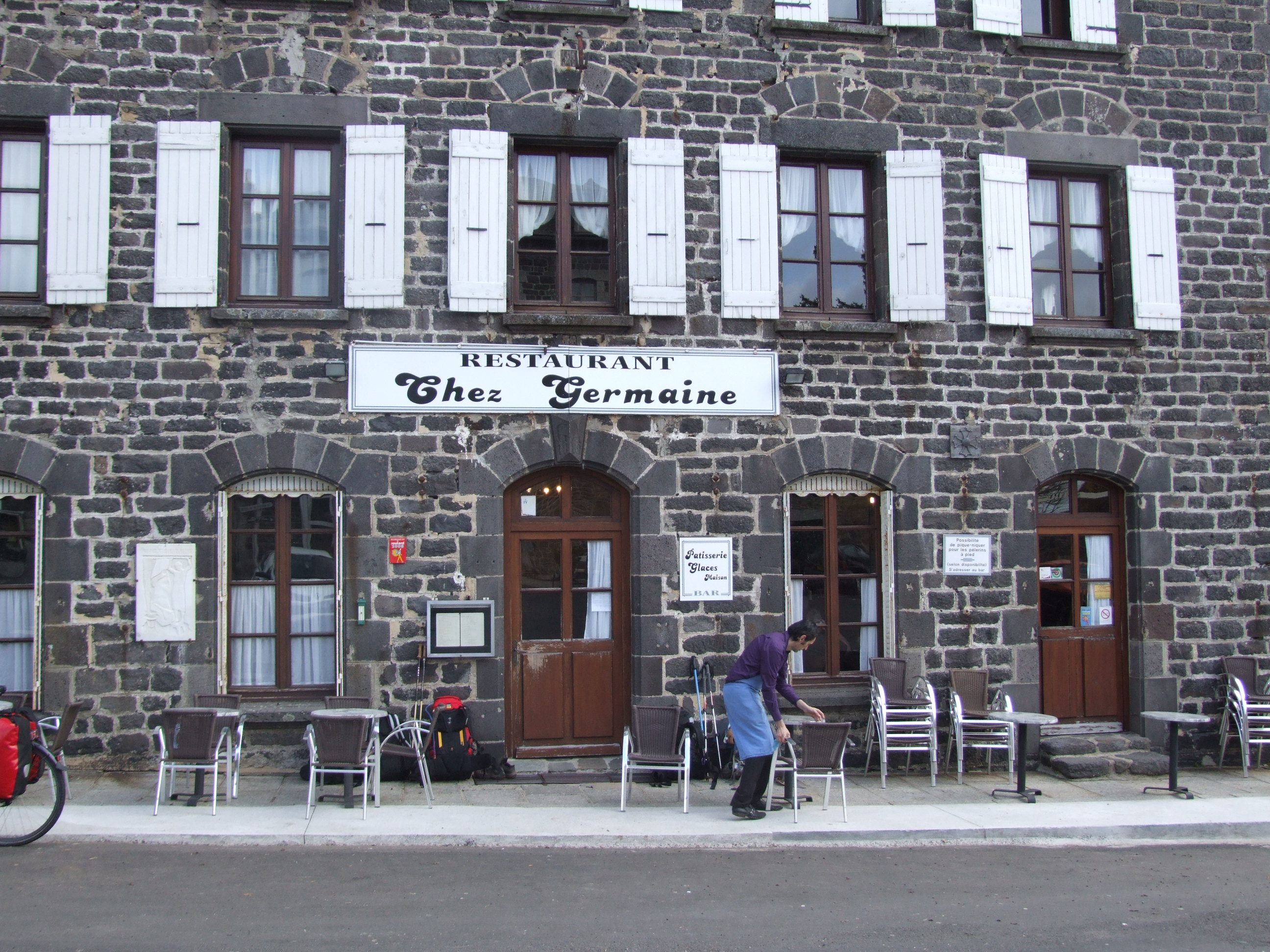
Edifici de l'antic hospital d'Aubrac

Hi hagué comandes, amb hospitals que en depenien, a: Boason, Millau, Najac, Rodés, Livinhac lo Nalt, Sent Ginièis d'Òlt, Taussac, Maruèjols, Chairac, Maruèis, L'Illa de Haut i Andusa. En començar el segle xiv, hi havia 120 germans i 30 germanes, i quatre cavallers que vigilaven la ruta dels pelegrins, a més de quinze preveres per als oficis religiosos. En 1408, però, només n'hi havia 70 membres. En 1697, Aubrac signa un concordat amb l'abadia de Chancelade pel qual preveres d'aquesta aniran a Aubrac per aplicar-hi una nova regla: des de 1699, els germans foren canonges regulars. En 1700, un incendi destruí bona part de la domeria d'Aubrac. El nombre de membres es mantenia, però en 1760 es volgué unir la domeria amb l'Escola Militar d'Aubrac, sense dur-se a terme. En 1793, durant la Revolució francesa, els germans foren expulsats. Hi tornaren en 1797, però foren novament expulsats i l'orde suprimit.